# 넓적다리앞칸
넓적다리앞칸 또는 넙다리앞칸(anterior compartment of thigh)은 넓적다리근막칸 중 하나로, 무릎을 펴고 엉덩관절을 굽히는 근육이 있다.

## 구조
넓적다리앞칸은 신경, 동맥과 함께 여러 근육을 포함하는 넓적다리의 근막칸 중 하나이다. 앞칸에는 넙다리빗근(인체에서 가장 긴 근육)과 넙다리네갈래근 그룹이 들어가 있다. 넙다리네갈래근은 넙다리곧은근과 3개의 넓은근(가쪽넓은근, 중간넓은근, 안쪽넓은근)으로 구성되어 있다.
엉덩허리근과 무릎관절근은 때때로 앞칸에 포함되는 것으로 여겨진다.
앞칸은 가쪽근육사이막에 의해 뒤칸과 분리되고 안쪽근육사이막에 의해 안쪽칸과 분리된다.

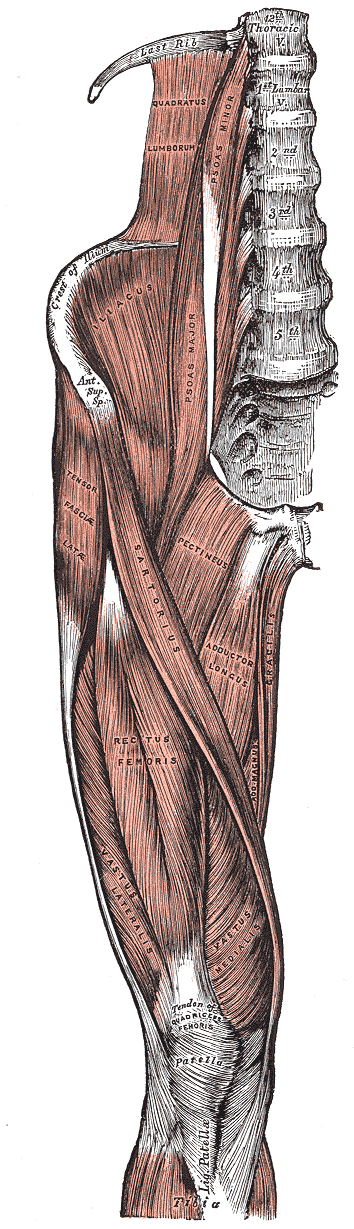
오른쪽 다리의 앞쪽 모습.
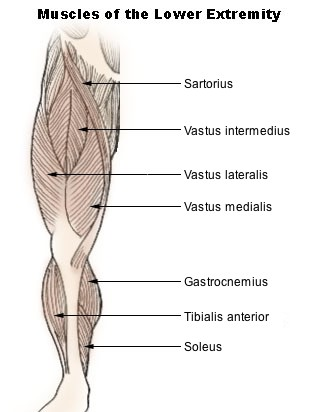
다리의 근육.

### 신경 분포
넓적다리앞칸에 분포하는 신경은 넙다리신경이다. 넙다리네갈래근에 분포하는 신경은 넙다리신경의 뒤갈래에서 오는 반면 앞갈래(피부, 근육 구성요소를 포함)는 가쪽가지와 안쪽가지를 낸다. 안쪽가지는 넙다리빗근을 지배한다. 때때로 넓적다리앞칸의 일부로 간주되는 엉덩근, 큰허리근, 작은허리근에는 동일한 신경이 분포하지 않는다. 엉덩근은 넙다리신경의 지배를 받는 반면, 두 허리근은 척수신경 L1-L3의 앞가지의 지배를 받는다.

### 혈액 공급
바깥엉덩동맥이 고샅인대를 가로지르면 넙다리동맥이 되는데 이 동맥은 앞칸에 혈액을 공급하고 아래쪽에서 가장 큰 혈관이다.

## 기능

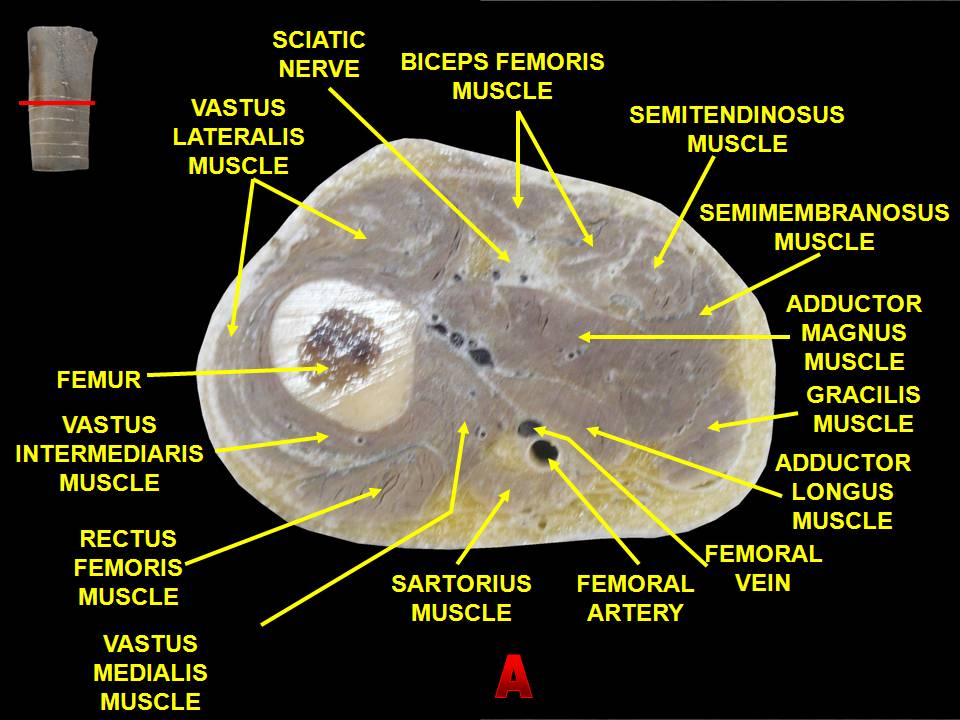
오른쪽 넓적다리 위쪽의 단면. 이 그림에서 앞면은 바닥 쪽(A)에 있다. 앞칸은 섬유질의 사이막에 의해 분리된다. 그림 기준에서 왼쪽의 구조물들은 앞칸에 속한다.

넓적다리앞칸에는 무릎의 폄근과 엉덩관절 굴곡근이 포함되어 있다.

## 임상적 중요성
넓적다리앞칸은 구획증후군의 영향을 받을 수 있다.